# NRSN2
NRSN2‏ (Neurensin 2) هوَ بروتين يُشَفر بواسطة جين NRSN2 في الإنسان.